# Massacre de Fourmies
Le massacre de Fourmies est un événement qui s'est déroulé le 1er mai 1891 à Fourmies (Nord). Ce jour-là, la troupe met fin dans le sang à une manifestation qui se voulait festive pour revendiquer la journée de huit heures. Le bilan est de neuf morts, dont deux enfants, et de trente-cinq blessés. Avec l'affaire de Clichy, le même jour, il s'agit d'un des événements de cette période où la tension sociale atteint son paroxysme.
Bien que les forces de l’ordre eussent été mises en cause, neuf manifestants furent condamnés pour entrave à la liberté de travail, outrage et violence à agent et rébellion, à des peines de prison de deux à quatre mois ferme.

## Historique

### Contexte
Petite ville de 2 000 habitants au début du XIXe siècle, Fourmies a connu une croissance industrielle et démographique rapide à la fin du XIXe siècle grâce à l'industrie textile. En 1891, elle comptait 37 filatures de coton et de laine, 15 702 habitants, en majorité des ouvriers et des ouvrières. Le centre lainier représente alors près d'un cinquième de l'industrie lainière française et la région fourmisienne est le premier centre mondial de la laine peignée. La distance la séparant de la frontière belge n’est que de huit kilomètres, 19,3 % des habitants étaient belges en 1886.
Dans les usines austères et insalubres, le travail dure 12 h/jour, parfois 15, six jours sur sept. Les salaires des ouvriers du textile sont particulièrement bas. À l'époque, le principal ouvrage de Jules Barni, La morale dans la démocratie, explique que la misère endémique de l'ouvrier est principalement due au manque d'instruction, d'éducation et à l'alcoolisme.
À partir de 1885, l'industrie textile dans le Nord-Pas-de-Calais commence à rencontrer des difficultés. Cette crise de rentabilité fut directement répercutée sur les ouvriers par des mises au chômage et des baisses de salaires alors que le prix de la nourriture et des loyers augmentait.
Dans ce centre lainier, plusieurs grèves ont éclaté, notamment en juin 1886 où un millier d'ouvriers et d’ouvrières manifestèrent dans les rues de Fourmies.
L'hiver 1890-1891 fut particulièrement rigoureux, au cours de celui-ci 3 000 habitants doivent être secourus. De nouvelles grèves éclatèrent en avril 1891 dans plusieurs usines.

### Appel à la grève

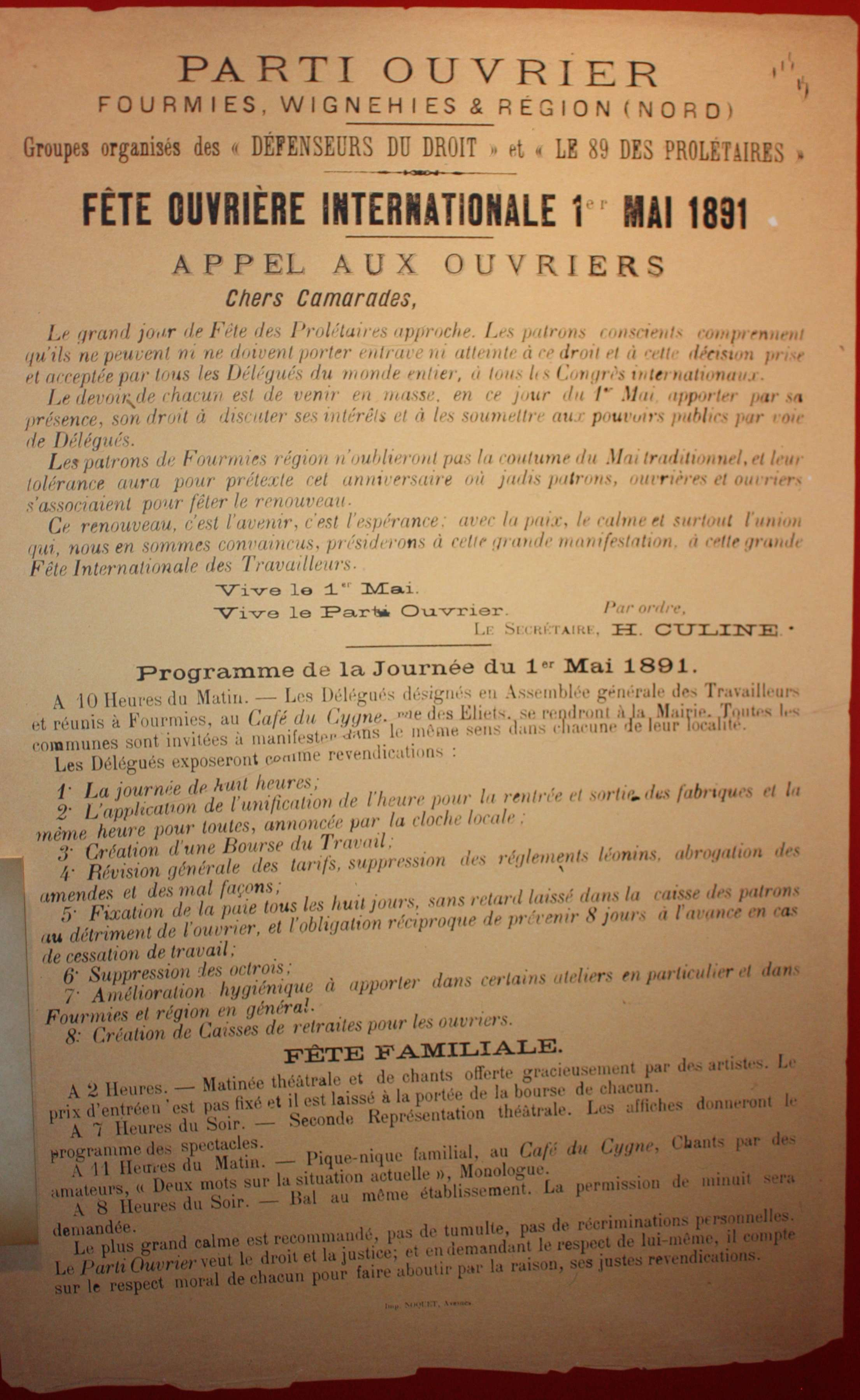
Tract de la fête du 1er mai 1891 à Fourmies.

Le droit de grève est reconnu par la loi Ollivier du 25 mai 1864, mais les syndicats ne sont légalisés qu'en 1884 (loi Waldeck-Rousseau).
Dans le Nord de la France, les socialistes guesdistes, très implantés dans la région, tentent d'organiser les ouvriers. Hippolyte Culine fonde en 1888 une section locale du Parti ouvrier français.
L'Internationale ouvrière décide, lors du congrès de Paris (en) en 1889, de faire du Premier mai une journée de revendication internationale pour réclamer la journée de huit heures. Cette date correspondait entre autres aux premières manifestations à Chicago qui se terminèrent par le massacre de Haymarket Square. Les « mises en demeure » de cette première journée internationale des travailleurs de 1890 s'étaient déroulées en France sans trop de heurts.
L'année suivante, le parti ouvrier souhaitait assurer le succès du premier mai en province. Les grèves qui s'achevaient à Fourmies et Wignehies leur valurent la visite de Paul Lafargue (gendre de Karl Marx), alors l’un des dirigeants nationaux des socialistes guesdistes, pour des meetings incitant à la grève générale du 1er mai.
Dans les jours suivants, des tracts décrivant le programme de la journée sont distribués. La manifestation devait se dérouler dans une ambiance festive et pacifique. À 10 heures, les ouvriers et ouvrières doivent porter leurs revendications à la mairie, puis un pique-nique familial est prévu dans l'estaminet « Le Cygne ». Des festivités l'après-midi et un bal en soirée sont inscrits sur le programme établi par Hippolyte Culine, animateur local du Parti ouvrier. Il se conclut par cette adresse : « Le plus grand calme est recommandé ; pas de tumulte, pas de récriminations personnelles. Le Parti Ouvrier veut le droit et la justice, et en demandant le respect de lui-même, il compte sur le respect moral de chacun pour faire aboutir par la raison, ses justes revendications ».

### Réaction patronale

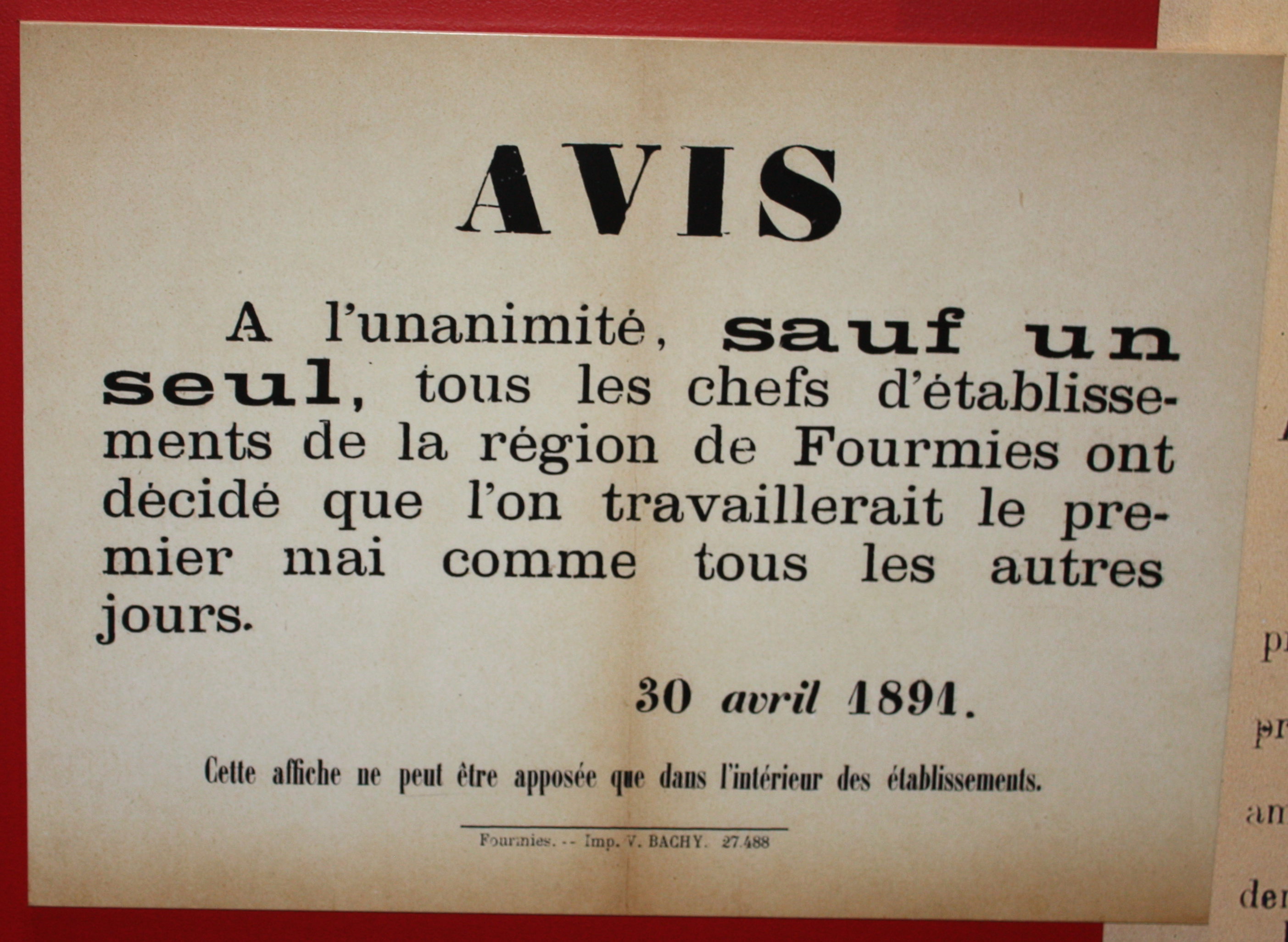

Pour montrer leur opposition aux revendications, les patrons font apposer sur les murs des usines de Fourmies, une affiche affirmant leur détermination à ne pas faire de concessions. Sous leur impulsion, le maire de la ville demande un soutien au sous-préfet d’Avesnes, Ferdinand Isaac. L'un des importants industriels, François Boussus était par ailleurs Conseiller général républicain du canton de Trélon ; le maire Auguste Bernier était aussi patron d'une usine.
Trois compagnies du 84e régiment d'infanterie arrivèrent d'Avesnes le 30 au soir.

## Déroulement de la journée

### Premières arrestations
Le 1er mai, dès 5 h des manifestants étaient présents pour la prise de poste devant les usines de Fourmies et Wignehies, ils et elles y distribuaient des tracts et tentaient de convaincre les ouvriers de se joindre à eux.
À 9 h, un incident eut lieu à l'entrée de la « Sans Pareille », deux gendarmes à pied arrêtent un ouvrier du piquet de grève et après une échauffourée avec les gendarmes à cheval qui chargent la foule, quatre manifestants sont arrêtés. Des renforts sont demandés à la sous-préfecture qui envoie deux compagnies du 145e de ligne caserné à Maubeuge. Le 84e RI d'Avesnes est déjà sur place.
Dès lors, le premier slogan « c'est les huit heures qu'il nous faut » est suivi par « c'est nos frères qu'il nous faut ».

### Remise des doléances
À partir de 11 h 30, les délégations des différentes usines en grève sont reçues à la mairie où elles remettent leurs revendications. Pour calmer les esprits, le maire Auguste Bernier annonce que les ouvriers arrêtés seront libérés à 17 h. La réception des délégations dura jusqu'à 13 h 45. Entre-temps, le sous-préfet Isaac, ainsi que Le François, substitut du procureur, étaient arrivés à la mairie.
Les rues de Fourmies s'étaient peu à peu vidées, tandis que certains manifestants partaient à Wignehies et d'autres partageaient leur repas en famille dans les estaminets.

### Manifestations

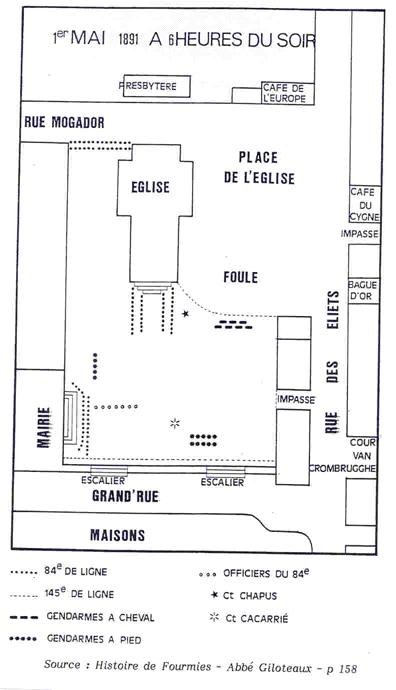
Disposition des acteurs du drame.

En début d'après-midi, des ouvriers et ouvrières étaient de nouveau rassemblés devant la mairie ; Culine et quelques familles se dirigèrent cependant vers le théâtre où le spectacle prévu attendait toujours son public.
Les gendarmes à cheval dispersent les manifestants et procédèrent à de nouvelles arrestations. La fête n'était plus d'actualité et la représentation fut alors annulée.
À 15 h 30, les renforts du 145e régiment d'infanterie arrivèrent en gare de Fourmies, accueillis sans hostilité : parmi eux se trouvaient des conscrits du pays, et l'armée était plutôt bien considérée. Ils se dirigèrent vers la mairie, suivis par des badauds.
Au même moment, les gendarmes à pied se faisaient chahuter sur la place, d'abord en riant, puis la bousculade fut accompagnée de jets de pierre et d'insultes. Un roulement de tambour et une petite avancée du 84e éparpilla les manifestants.

### Massacre
À 18 h 15, 150 à 200 manifestants arrivent sur la place et font face à trente soldats équipés du nouveau fusil Lebel qui contient neuf cartouches (une dans la chambre et huit en magasin) de calibre 8 mm. Ces balles peuvent, tant que la distance n'excède pas cent mètres, traverser trois corps humains sans perdre d'efficacité. Les cailloux volent ; la foule pousse. Pour se libérer, le commandant François Chapus fait tirer en l'air sans que ça ne fasse reculer les manifestants. Il crie : « Baïonnette ! En avant ! ».
Collés contre la foule, les trente soldats, pour exécuter l'ordre, doivent faire un pas en arrière. Ce geste est pris par les jeunes manifestants pour une première victoire. Kléber Giloteaux, leur porte-drapeau s'avance et crie « Vive la grève ! Vive l'Armée ! ».
Il est presque 18 h 25. Le commandant Chapus s'écrie : « Feu ! feu ! feu rapide ! Visez le porte-drapeau ! ». Le bilan est de neuf morts, trente-cinq blessés (au moins) en quarante-cinq secondes.

### Les morts

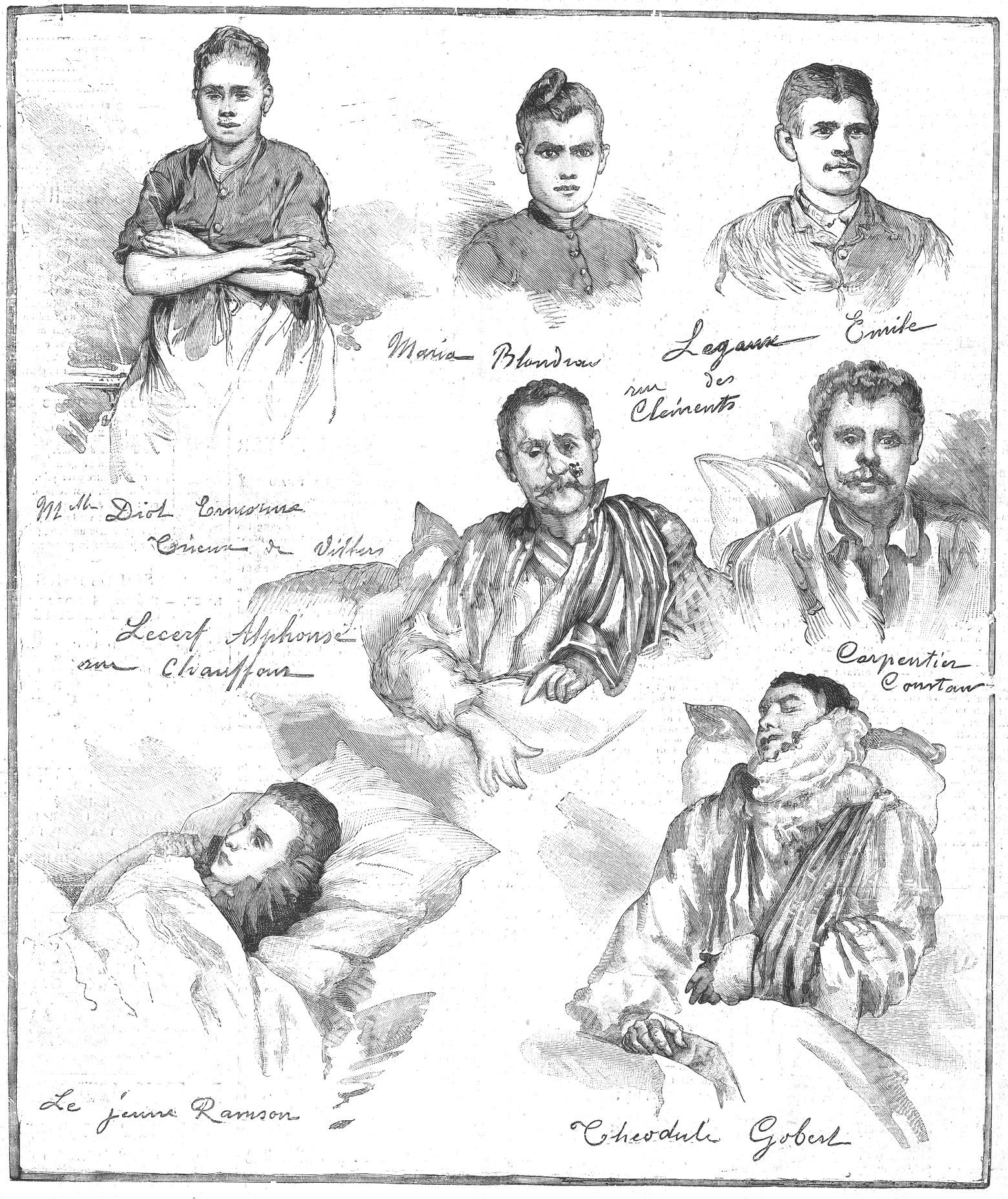
Portraits des victimes de la fusillade de Fourmies d'après le journal L'Intransigeant illustré du 14 mai 1891.

- Maria Blondeau, 18 ans[17],[18]
- Louise Hublet, 20 ans
- Ernestine Diot, 17 ans
- Félicie Tonnelier, 16 ans
- Kléber Giloteaux, 19 ans
- Charles Leroy, 20 ans
- Émile Ségaux, 30 ans
- Gustave Pestiaux, 14 ans
- Émile Cornaille, 11 ans

## Conséquences

### Retentissement dans la presse

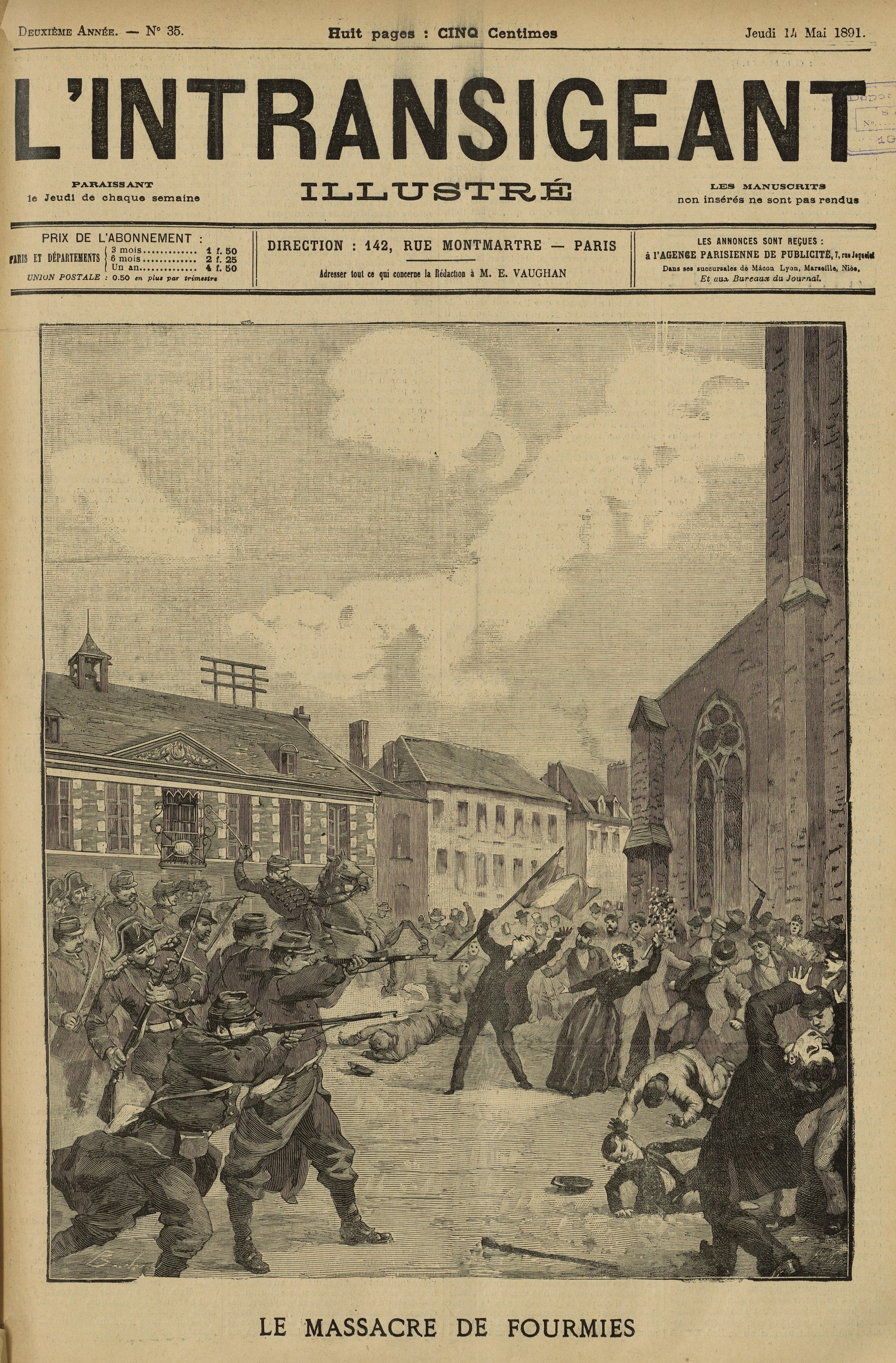
Couverture de L'Intransigeant.

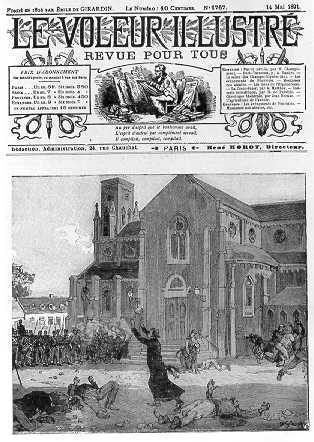
Couverture du Voleur.

Cet événement a un fort retentissement en France car de nombreux journaux de l’époque le mettent en première page, retenant surtout l’aspect tragique. Certains comme le Voleur illustré, soulignent le rôle de l’abbé Margerin qui porta secours aux blessés et mourants.
Le massacre est interprétée différemment suivant les tendances : socialistes et anarchistes l'utilisent pour justifier leur combat ; de même que les socialistes chrétiens, dont La Croix du Nord est la tribune de presse. Certains ex-boulangistes et quelques bonapartistes l'utilisent pour discréditer la République et les avancées votées par les députés, notamment l'éducation laïque et obligatoire, qui serait à l'origine de revendications comme celles de Fourmies.

### Débats parlementaires
La fusillade est à l'ordre du jour de la Chambre les 4, 5 et 8 mai, après un report le 2 mai faute d'informations suffisantes.
Le socialiste Ernest Roche en fait un récit objectif mais enflammé, présentant aux députés la chemise ensanglantée d'une des victimes.
Georges Clemenceau prononce un discours à la tribune de la Chambre, le 8 mai 1891 où il rend hommage aux victimes : « Ces femmes et ces enfants dont le sang a pour si longtemps rougi le pavé. […] Il y a quelque part, sur le pavé de Fourmies, une tache innocente qu’il faut laver à tout prix… Prenez garde ! Les morts sont des grands convertisseurs, il faut s’occuper des morts ». Puis il plaide pour l'amnistie : « Monsieur le président du conseil [Charles de Freycinet], vous avez refusé l'enquête. […] Il me semble que la conséquence nécessaire du refus de l'enquête, c'était la proclamation de l'amnistie ». Ce discours est resté fameux car Clemenceau (futur président du Conseil qui se forgera une réputation de briseur de grève) y évoque la révolution à venir : « C'est le Quatrième État qui s'est levé ».
Il refuse de voter contre le gouvernement mais le passage à la discussion des quatre propositions d'amnistie est rejeté par 294 députés contre 191.

### Procès des manifestants
Bien que les forces de l’ordre aient été mises en cause, l'amnistie est repoussée. S'ensuit un procès au cours duquel neuf manifestants sont condamnés, pour entrave à la liberté de travail, outrage et violence à agent, et rébellion, à des peines de prison de deux à quatre mois ferme.

### Procès de Culine et Lafargue
Un second procès a lieu le 4 et 5 juillet 1891 : la cour d'assises de Douai condamne Hippolyte Culine et Paul Lafargue, considérés comme les instigateurs de la grève, pour provocation à attroupement armé. Le premier écope de six ans de travaux forcés et dix ans d'interdiction de séjour, le second d'un an de prison. Toutefois, Lafargue est libéré de façon anticipée, après son élection comme député, en novembre 1891.[réf. nécessaire]
Cet épisode contribue au succès du socialisme français et est un événement fondateur de la Section française de l'Internationale ouvrière (SFIO).[réf. nécessaire]

## Interprétations
La tragédie fait aussi germer des thèses complotistes familières de l'époque, telle celle de l’écrivain antisémite Édouard Drumont dans Le Secret de Fourmies. Il explique le massacre par la présence d’un sous-préfet juif, Ferdinand Isaac .
Le 1er mai 1903 est inauguré à Fourmies un monument à la mémoire des victimes dans le cimetière du centre.

## Chansons populaires
| Les Martyrs de Fourmies : Romance, Souvenir du 1er mai 1891 (paroles : E. Voillequin, musique : G. Poivilliers) | |
| Dans la commune, c'était fête Et tous les braves travailleurs Chantaient gaiement la chansonnette Buvant le vin des trois couleurs Lorsque sur la place un bruit d'armes Interrompant leurs gais festins Vint tout à coup jeter l'alarme Avec l'ordre : Rompez, mutins Sans craindre la menace Les braves travailleurs Au milieu de la place Se partageaient les fleurs Le cœur plein d'allégresse Ils chantèrent toujours La grande Marseillaise L'hymne de nos amours. | Pendant la fête, sur la place Au milieu des rires et des chants Deux jeunes filles avec grâce Distribuaient des fleurs des champs Lorsque soudain sifflent les balles Qui les frappent de tous côtés Aussitôt tombent sur la dalle Ces martyrs de la liberté. Enfants aux lèvres roses À l'aube d'un beau jour Comme de jeunes roses Meurent pleines d'amour Allez, jeunes fillettes Ah ! vous pouvez dormir Nous garderons pauvrettes Votre doux souvenir. |

| Les Fiancés du Nord (paroles : René Esse, musique : Gaston Maquis), | |
| Ils étaient du même village Ils s'aimaient tous deux tendrement De s'unir par le mariage Tous deux s'étaient fait le serment Le gars, travailleur énergique, Comme son père était mineur Elle, ouvrière de fabrique, Pour tout bien n'avait que l'honneur. Elle était jeune et belle Il était grand et fort Chacun se les rappelle Les fiancés du Nord.                      | Avril vit la fin de leur rêve Adieu, les beaux jours sont finis Voici, soudain, qu'un vent de grève A soufflé sur tout le pays L'homme, l'enfant, même la femme, Fatigués de trop durs labeurs S'arrêtent et chacun réclame Les justes droits des travailleurs Dans ces jours de tristesse Que leur importe l'or ? L'amour est la richesse Des fiancés du Nord.     |
| Quand ils passaient devant l'église Tous les deux relevaient leur front Lui, murmurait à sa promise : C'est là que nous nous marierons Si tu veux, Pierre, ajoutait-elle Ce sera pour le mois de mai Mois où la nature est si belle Où tout dans l'air est embaumé. Si tu veux, disait Pierre, En l'embrassant bien fort Qu'ils étaient beaux, naguère, Les fiancés du Nord. | Il rayonnait comme une aurore Le premier jour du mois des fleurs Ce jour où la France déplore Le plus grand de tous les malheurs Devant l'église, dans la foule, Ils étaient dans les premiers rangs ! La poudre parle, le sang coule Et tous deux tombent en expirant. Oh! sinistre hécatombe Que chacun pleure encor Les voilà dans la tombe Les fiancés du Nord. |